# 法布里齊奧·魯福
法布里齊奧·魯福（義大利語：Fabrizio Dionigi Ruffo，1744年9月16日—1827年12月13日），意大利红衣主教和政治家，领导了民众的反雅各宾圣信运动。他在教会担任多个职务，包括教宗总库房总管和罗马托管军事财政的职务。在1799年的圣信运动中，他与米歇尔·佩扎等人合作，领导“圣信军队”推翻了法国建立的帕特諾珀共和國。然而，由于主张对共和派实行宽大处理而失去权力。他参与了1823年教宗選舉秘密會議。1827年去世。